# Ingeborg (chanteuse)
Pour les articles homonymes, voir Ingeborg.
Ingeborg Sergeant, connue sous son prénom Ingeborg, née le 15 octobre 1966 à Menin (Belgique), est une chanteuse  et présentatrice de télévision belge.

## Biographie
En 1989, Ingeborg a participé à Eurosong, la sélection belge du concours Eurovision de la chanson de cette année-là.  Elle gagne avec la chanson Door de wind et représente la Belgique à Lausanne, où elle termine 19e sur 22 pays participants.

Filmographie partielle